# Scrophularia rodinii
Scrophularia rodinii är en flenörtsväxtart som beskrevs av Hamidullah. Scrophularia rodinii ingår i släktet flenörter, och familjen flenörtsväxter. Inga underarter finns listade i Catalogue of Life.